# Naranjo
Naranjo is een stadje (ciudad) en deelgemeente (distrito) in Costa Rica en tevens de hoofdplaats van  de gelijknamige gemeente (cantón). Het stadje ligt 1043 meter boven zeeniveau en heeft 16.800 inwoners.